# Glacera de la Plaine Morte
La glacera de la Plaine Morte és una glacera situada a 2.927 m d'altitud al cantó de Berna a Suïssa i forma part dels més grans plans glacials dels Alps. La glacera cobreix deu quilòmetres quadrats i es troba al massís del Wildstrubel al Oberland bernès.
La regió de Plaine Morte està situada sobre Crans-Montana i és accessible des de l'estació del Valais, mitjançant el telecabina Violettes i el funitel de la Plaine Morte.
Es diu que la regió de la glacera de la Plaine Morte va ser una vegada una pastura alpina. En qualsevol cas, és segur que avui, la punta de la Plaine Morte a 2.927 d'altitud és coneguda per la seva excepcional vista sobre els Alps i la vall del Roine. Des del 2014 s'ha instal·lat un radar meteorològic MeteoSwiss al cim de la punta de la Plaine Morte. Practicar l'esquí de fons a l'estiu encara era possible a finals dels anys 2000.
Les aigües de la glacera desemboquen en gran part cap al Simme, que és un afluent de l'Aar, a través de les 7 fonts del Simme. En menor mesura, la glacera subministra cabal al Tièche al Valais: curs superior de la Raspille.
El cantó del Valais va reclamar la propietat territorial de la glacera fins que el Tribunal Federal la va atorgar al municipi bernès de Lenk, a l'Oberland, considerant que a partir d'aleshores la línia natural de la conca servia de frontera entre els cantons de Berna i el Valais.

## Evolució

Evolució de la glacera en metres. En verd, les diferències acumulatives de longitud. En vermell, les variacions anuals de longitud.